# Lotingessem
Lotingessem ist eine Wüstung im heutigen Stadtgebiet von Hildesheim.
Wie zahlreiche andere Siedlungen war auch Lotingessem bei der Gründung Hildesheims bereits vorhanden. Es lag „etliche hundert Schritt von Lucienvörde entfernt“ am Abhang des Steinberges, wohl südlich der heutigen Steinbergstraße und war dem Moritzstift untertan. Wahrscheinlich infolge der Auseinandersetzungen zwischen Hildesheim und Bischof Heinrich III. ging der Ort unter, jedenfalls lag er im 15. Jahrhundert bis auf einen einzigen Hof wüst. Der allein übriggebliebene Trillkehof war bereits von Bischof Bruno dem Johannishospital geschenkt worden.
Unklar ist das Verhältnis Lotingessems zu Lucienvörde: Möglicherweise lautete dessen Name ursprünglich Lotingessemwurthe. Demnach wäre es nur ein degenerierter Überrest des langsam dahinschwindenden Lotingessem gewesen. Dazu würde die Tatsache passen, dass Lotingessem noch Anteil an der Waldallmende hatte, Lucienvörde aber nicht (mehr).